# Monégasque
Monégasque (rodilými mluvčími označován jako Munegascu) je dialekt románského jazyka, který je označován jako Ligurský jazyk, a kterým se hovoří v italské oblasti Ligurie a malé části francouzského pobřeží a Monaka, kde patří k oficiálním jazykům. Tento jazyk je podobný dialektům románských jazyků, kterými se hovoří v okolí Janova a před francouzskou anexí oblasti Nice v roce 1860 existoval v oblasti národ, který je dnes označován jako Nizzardo Italians, a který hovořil románským jazykem, který byl velmi podobný jazyku Monégasque.

## Pravopis jazyka
Jazyk je psán klasickou latinkou, která je doplněna o následující znaky.
- ü je vyslovováno jako v němčině nebo jako francouzské u.
- œ vyslovováno jako francouzské é
- ç vyslovováno jako francouzské ç [s]: tradiçiùn

## Příklady

### Číslovky
| Monégasque | Česky |
| ün         | jeden |
| dui        | dva   |
| trei       | tři   |
| qatru      | čtyři |
| çinqe      | pět   |
| sei        | šest  |
| sete       | sedm  |
| œtu        | osm   |
| nœve       | devět |
| dèije      | deset |

## Vzorový text
"Despoei tugiù sciü d'u nostru paise
Se ride au ventu, u meme pavayùn
Despoei tugiù a curù russa e gianca
E stà l'emblema, d'a nostra libertà
Grandi e i piciui, l'an sempre respetà."
"Ave Maria, Tüta de graçia u Signù è cun tü si benedëta tra tüt'ë done e Gesü u to Fiyu è benejiu.
Santa Maria, maire de Diu, prega per nùi, pecatùi aùra e à l'ura d'a nostra morte. Amen. (Che sice cusci.)"